# Pessa'h
« Pâque » redirige ici. Pour les autres significations, voir Pâque (homonymie).
Pessa'h (hébreu : פֶּסַח « passage » ou « saut », latin : Pascha, « Pâque ») est l’une des trois fêtes de pèlerinage du judaïsme prescrites par la Bible hébraïque, au cours de laquelle on célèbre l’Exode hors d'Égypte et le début de la saison de la moisson de l’orge qui inaugure le cycle agricole annuel.
Elle commence le 14 nissan à la tombée de la nuit (qui correspond, selon les années, à la fin du mois de mars ou au mois d’avril dans le calendrier grégorien) et dure sept jours (huit en diaspora selon le judaïsme orthodoxe) dont seuls les premiers et les derniers sont totalement fériés. Elle inaugure en outre la période de l’omer au terme de laquelle est célébrée la fête de Chavouot.
Particulièrement riche en rites et coutumes, la fête se distinguait originellement par l’offrande pascale que les Juifs ne peuvent réaliser depuis la destruction du Temple (les Samaritains continuent à l’offrir sur le mont Garizim). L’obligation de manger des matzot (aliments azymes) et de bannir le hametz (aliments à base de pâte levée ou fermentée) tout au long de la fête demeure en application.

## Pessa'h dans les sources juives
L'étymologie habituellement donnée au nom de la fête est qu'il vient du verbe Pessa'h qui signifie sauter au-dessus ou passer au-dessus en hébreu. Ceci rappelle que lors de la dixième plaie d'Égypte, la mort « saute » au-dessus des maisons des Hébreux, pour ne frapper que les premiers-nés égyptiens.

### Dans la Bible hébraïque

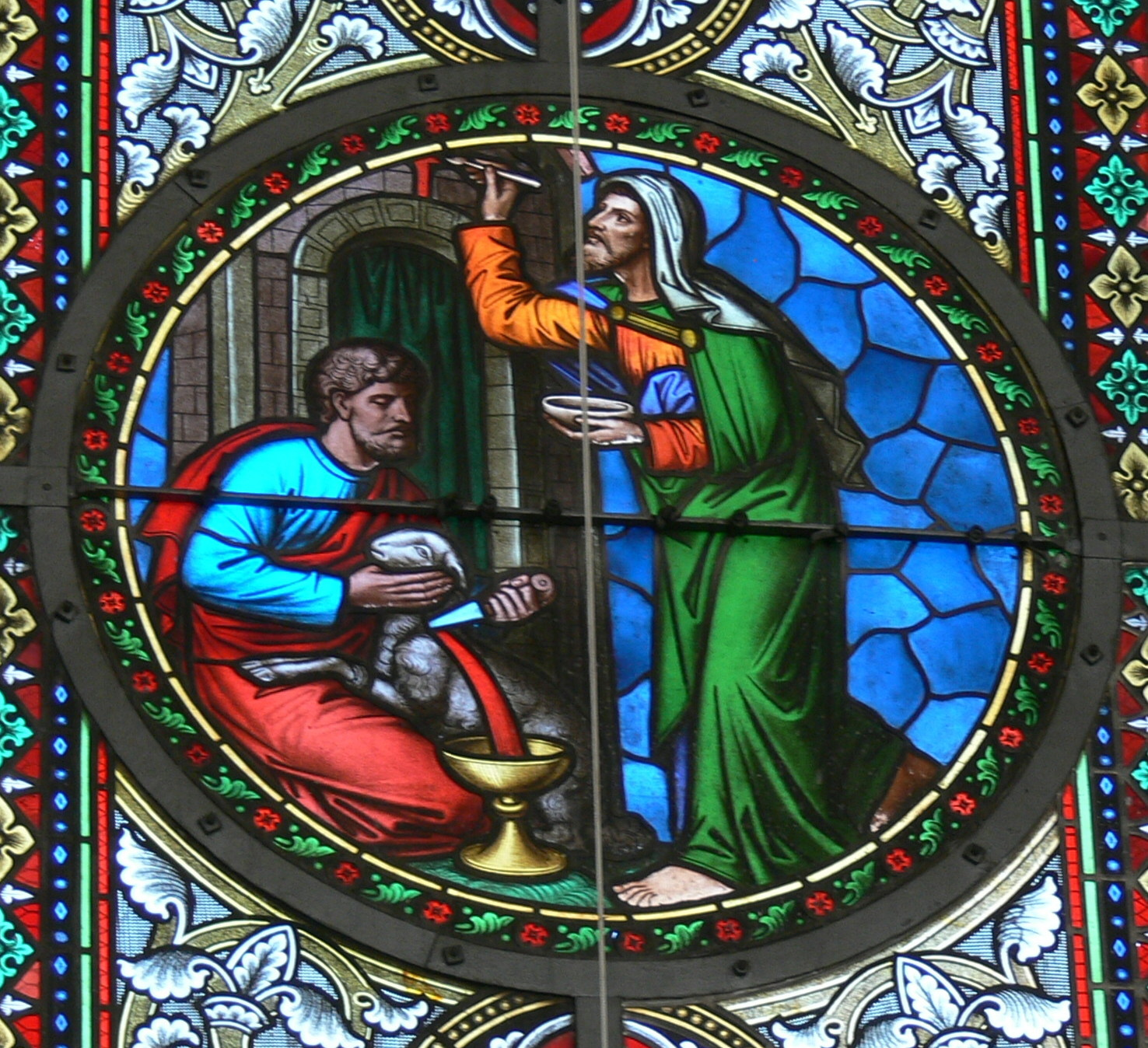
Scène biblique du sacrifice pascal (korban pessa'h), vitrail d'église paroissiale, Andelsbuch (1880).

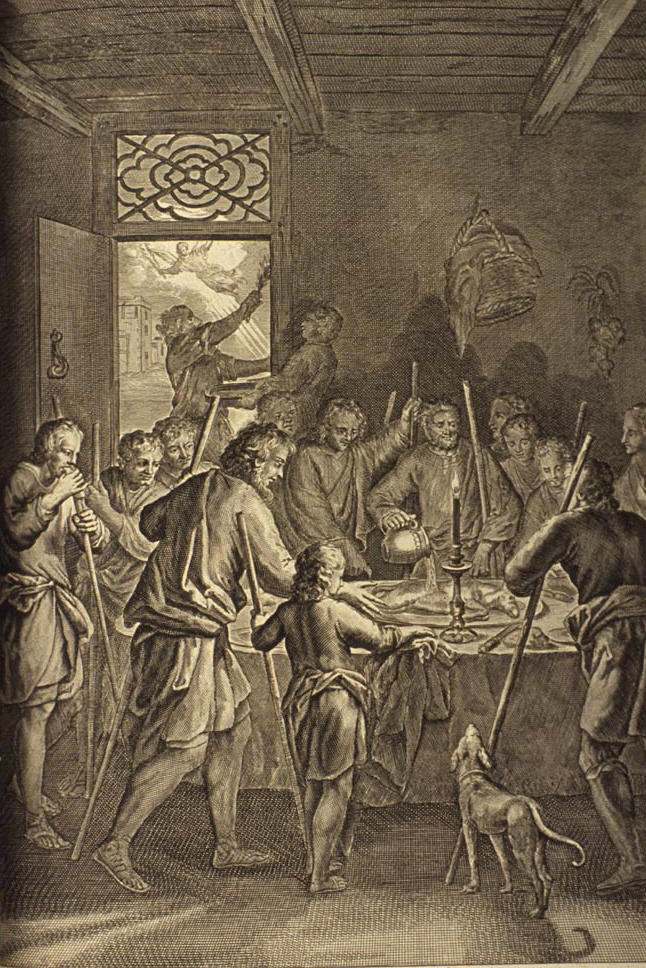
Les Israélites mangent la Pâque (illustration de G. Hoet et al., Figures de la Bible, 1728).

La fête de Pessa'h actuelle regroupe deux célébrations bibliques.
La première est l'offrande pascale (korban pessa'h en hébreu), le sacrifice d’un agneau âgé d’un an et sans défaut réalisée selon certaines règles par les chefs de famille au soir du quatorzième jour du mois de l’aviv. Prescrite pour la première fois avant la dixième plaie d’Égypte, la mort des premiers nés de chaque foyer, elle a pour but d’en protéger ceux qui l’auront observée : tandis qu’ils mangeront l’offrande rôtie avec des pains azymes (matzot) et des herbes amères, le sang de l’agneau mis sur les linteaux de leur demeure servira de signe car « je reconnaîtrai ce sang et je passerai au-dessus de vous (hébreu : וּפָסַחְתִּי עֲלֵכֶם oufassa'hti alekhem) ; le fléau n'aura pas prise sur vous ».
La seconde est la fête des azymes (hag hamatzot). Prescrite conjointement pour commémorer la sortie d’Égypte, elle dure une semaine pendant laquelle on ne peut consommer que des azymes, où le levain (hametz) doit être éliminé du foyer sous peine de retranchement du sein du peuple et dont les premier et septième jours sont des convocations saintes.
Associées à la hâte avec laquelle les Israélites sortent de l’Égypte, la pâque et la fête des azymes sont cependant présentées comme distinctes, tant dans le temps et le rite que dans la signification : la première, réalisée au soir du quatorzième jour du premier mois, célèbre la délivrance d’Égypte (une seconde pâque est prévue pour ceux qui auraient été dans l’impossibilité de réaliser la première) tandis que la seconde, observée pendant sept jours à compter du quinzième jour, est liée à la germination de l’orge et au cycle agraire annuel ; s'y rattachent l’offrande de l’omer prélevée sur les prémices de la nouvelle récolte et le décompte de sept semaines entières à dater de cette offrande, au terme desquelles on célèbre une nouvelle convocation sainte, la fête de la Moisson (ou des Prémices).
La pâque, célébrée après la victoire de Josué à Guilgal, n’est plus mentionnée jusqu’aux règnes d’Ézéchias et de Josias, dans un climat de ferveur populaire (bien qu’elle ait, selon les Chroniques, été observée au temps de Samuel et de Salomon ; les intervalles s’expliqueraient par la désunion nationale au temps des Juges et par l’idolâtrie introduite par Jéroboam). Une autre célébration a lieu lors du retour à Sion, en conformité avec la Loi et dans un esprit joyeux.

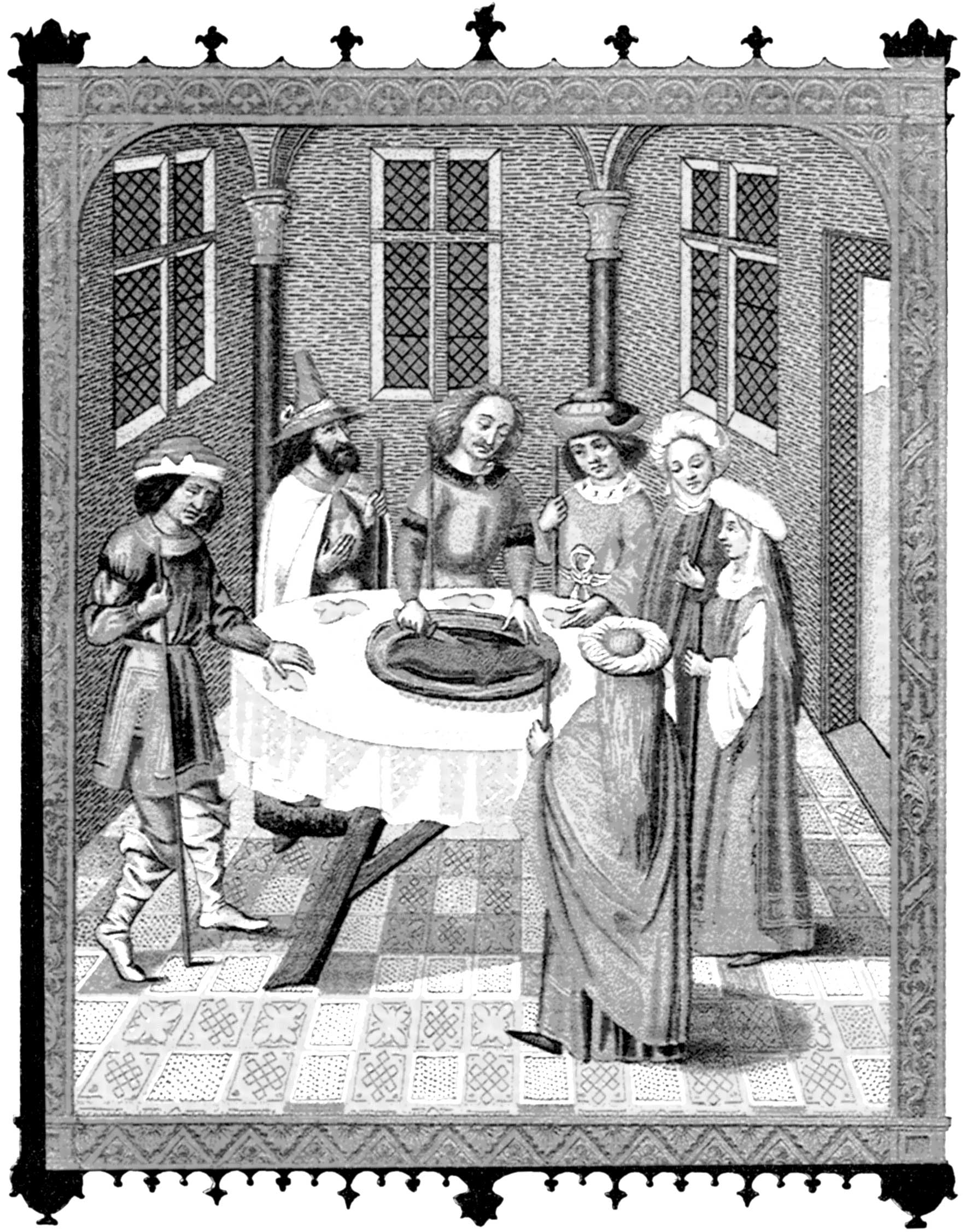
Juifs à Pessah (école de Van Eyck, XVe s.).

### Dans la littérature rabbinique
La fête de Pessa'h est, à l’époque du second Temple, fortement suivie : Flavius Josèphe estime le nombre de pèlerins venus au Temple en 65 EC à « pas moins de trois millions » et, selon le Talmud, lorsque le roi Agrippa veut réaliser un recensement en prélevant un rein par offrande pascale, il trouve « 600 000 paires de reins, deux fois autant que ceux qui avaient quitté l’Égypte, outre ceux qui étaient impurs ou trop éloignés ; il n’y avait pas un seul agneau pascal pour lequel plus de dix personnes s’étaient inscrites (afin de l’offrir en commun) ». Ces chiffres sont probablement exagérés : Jérusalem devait accueillir à cette occasion plusieurs dizaines de milliers de pèlerins venant de la terre d'Israël, mais aussi de la diaspora, ce qui faisait doubler la population de la ville sainte estimée à 50 000 personnes.
Outre les lois générales sur les jours fériés, mi-fériés et le pèlerinage, couvertes dans les traités Beitza, Moëd katan et Haguiga respectivement, les lois propres à la fête de Pessa'h sont détaillées dans le traité Pessa'him, troisième de l’ordre Moëd (à l’exception des lois de l’omer, traitées dans le dixième chapitre du traité Menahot).

#### Lois duhametz
Les quatre premiers chapitres de Pessa'him couvrent les lois relatives au hametz. Les Sages définissent comme hametz tout ce qui provient ou dérive de la fermentation des cinq espèces céréalières (blé, orge, seigle, avoine, épeautre) par adjonction de ferments, réchauffement ou contact avec l’humidité.
Il est interdit d’en consommer, d’en posséder, d’en tirer profit ou d’en voir. Bien que les rabbins du Talmud se montrent déjà fort précautionneux à ce sujet, de nouvelles mesures s’ajoutent avec le temps.
Ainsi, le nettoyage du foyer pour en chasser le hametz débute généralement après la fête de Pourim, ce qui n’empêche pas une recherche minutieuse du hametz à la veille de la fête, soit le 13 nissan au soir (cet engouement sera expliqué dans la littérature hassidique par la volonté de chasser le « hametz spirituel », c’est-à-dire le « mauvais penchant », au travers du matériel). Le hametz doit être ensuite recherché dans toute la maison à la lueur d’une bougie, dès la tombée de la nuit qui précède la fête. Le hametz qui a été trouvé durant cette recherche doit être brûlé dans la matinée de la veille de Pessa'h. Les ustensiles de cuisine doivent également en être débarrassés, par ébouillantage ou chauffage à blanc ; tous les ustensiles ne pouvant subir de tels procédés, il est de coutume de posséder un service de vaisselle réservé à la semaine de Pessa'h. Alternativement, certains vendent leur hametz à un non-Juif, en prévoyant éventuellement de le racheter après la semaine de fête.

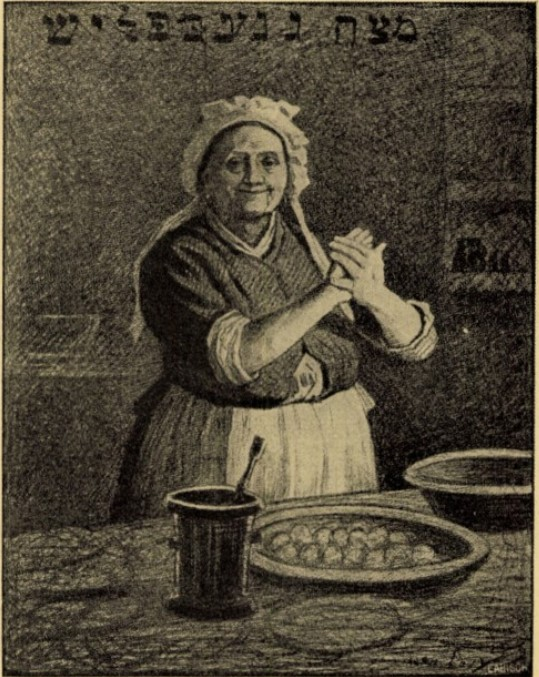
Cuisine de Pessah, Al. Lévy (v. 1900).

La confection des matzot pour la fête fait l’objet d’une surveillance si stricte pour éviter tout risque de fermentation qu’elles deviennent, chez les ashkénazes, dures, sèches et craquantes (elles sont plus hydratées chez les séfarades mais se conservent moins bien pour cette raison). Les plus zélés s’abstiennent même, depuis le XVIIe siècle, de manger du pain ou de la farine azyme trempés alors que cela n’avait posé aucun problème aux rabbins du Tamud ou à Rachi et que le Gaon de Vilna considère qu’observer cette coutume nuit à la joie de la fête.
Par ailleurs, bien que l’opinion de Yohanan ben Nouri, qui considérait le riz comme hametz, soit rejetée sans équivoque dans la Guemara, les ashkénazes ainsi que certains séfarades s’en abstiennent par précaution et étendent l’interdiction aux légumineuses, en dépit de l’opposition de décisionnaires influents comme Jacob ben Asher. Ces lois déterminent grandement le menu de Pessa'h, lors de la fête et de la semaine qui s’ensuit.

#### Lois de la Pâque
Les cinq chapitres suivants traitent des offrandes pascales ; leurs ordonnances avaient quelque peu changé depuis la « pâque d’Égypte », elles n’étaient plus offertes à domicile mais dans l’enceinte de Jérusalem et sans aspersion de sang sur les linteaux. Les célébrations de Pessa'h à l’époque du Temple sont relatées avec nostalgie :

« L’agneau pascal était abattu en trois groupes […] Lorsque le premier groupe entrait et que la cour du Temple était remplie, on fermait les portes du Temple. Une tekia (longue sonnerie), une teroua (sonnerie saccadée) et une tekia étaient sonnées par le chofar. Les prêtres se tenaient en rang, avec des bassines d’argent et des bassines d’or en main […] Un Israélite abattait son offrande et les prêtres recueillaient le sang. Le prêtre passait la bassine à son collègue et son collègue à son collègue, chacun recevant une bassine pleine et rendant une bassine vide. Le prêtre le plus proche de l’autel jetait le sang à la base de l’autel. Pendant la réalisation de ce rituel, les Lévites chantaient le Hallel… »

Outre l’immolation de l’agneau, les pèlerins réalisaient leurs offrandes de pèlerinage, qu’ils consommaient en même temps que l’offrande pascale. Il ne convenait cependant pas de sacrifier l’agneau avec l’intention de l’offrir pour le pèlerinage et réciproquement ; cette faute était l’une de celles qui rendaient l’individu passible d’apporter une seconde offrande pascale le mois suivant.
Ce rituel prit fin après la destruction du second Temple. Des groupes isolés pourraient cependant avoir continué à le réaliser sous une forme modifiée pendant un certain temps.

#### Rite duséder

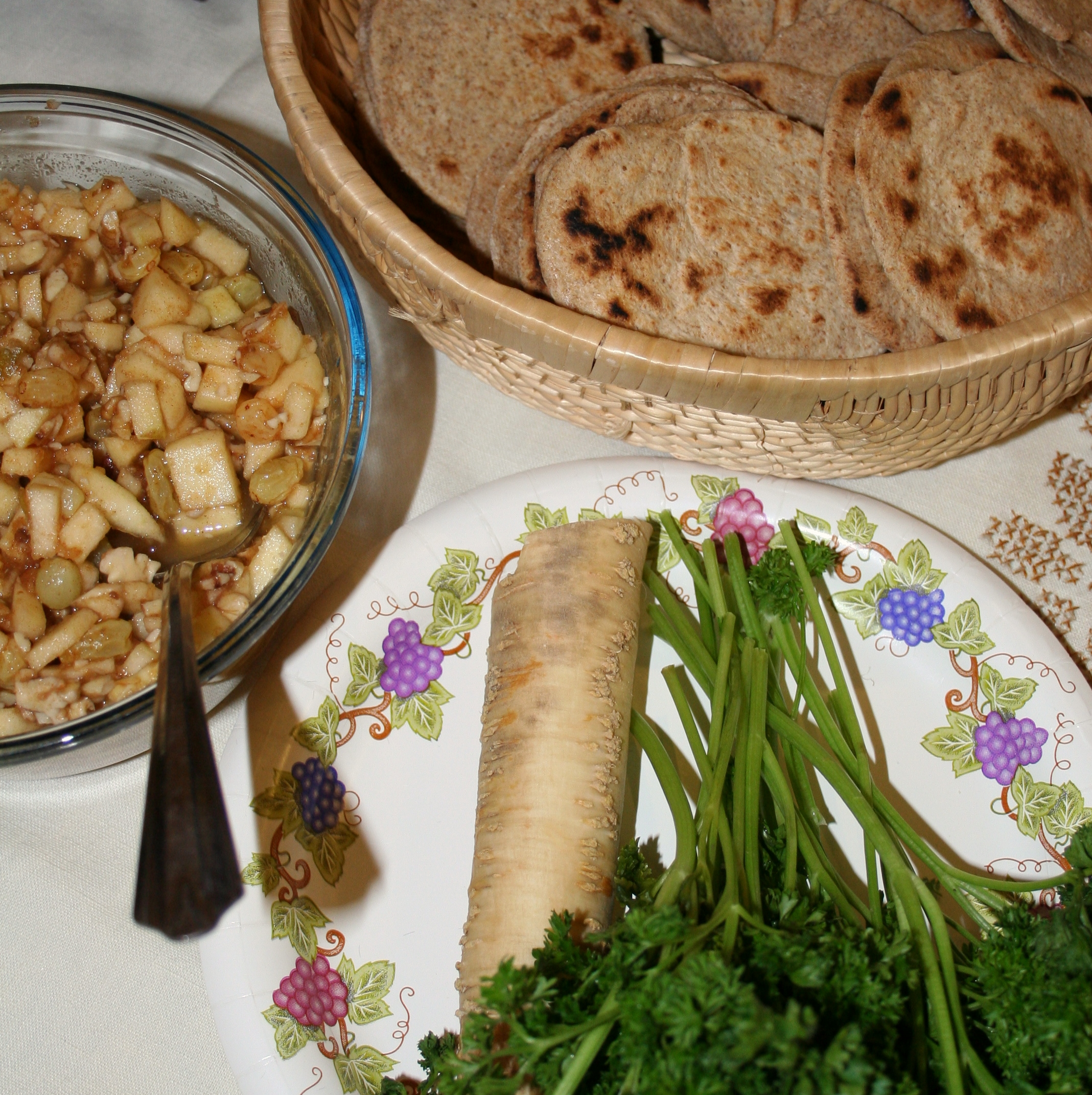
On lui apporte le pain azyme avec le hazeret et le harosset (Mishna Pessa'him 10:3).

Le dixième et dernier chapitre de Pessa'him est consacré à l’ordonnancement du séder, un rituel élaboré sous l’influence formelle du symposion hellénique, à observer la nuit du 14 nissan en souvenir de l’offrande pascale après la destruction du second Temple,.
Son rituel liturgique n’est certes pas définitivement fixé avant le XIIe siècle au moins mais les éléments principaux sont déjà établis dix siècles plus tôt : même le plus pauvre doit manger accoudé (à la manière des patriciens romains) et trouver quatre coupes de vin à sa table car l’accession à la liberté doit être célébrée avec faste. Après qu’il a réalisé la sanctification du jour, on lui apporte ensuite non du pain comme il serait de coutume mais du hazeret (raifort) qu’il trempe pour le ramollir ; le pain azyme vient ensuite avec le hazeret et le harosset (une pâte de fruits et de noix). Des noix sont distribuées à l’enfant afin d’exciter sa curiosité. Après le deuxième verre, l’enfant interroge son père et s’il n’en est pas capable, son père lui pose et répond à quatre questions, glosant ensuite sur le passage arami obed avi ; sa leçon doit rappeler trois éléments : l’offrande pascale pour rappeler que Dieu « est passé au-dessus » (passa'h) des maisons des Israélites en Égypte lors de la dixième plaie, le pain azyme qui symbolise la rédemption, les herbes amères en souvenir des conditions de vie des Hébreux en Égypte. Puis, comme chacun doit joindre le passé au présent, et se considérer libéré d’Égypte en cette nuit, il commence le Hallel (qui constitue sans doute la couche la plus ancienne du séder). Il ne l’achève cependant qu’après avoir béni son repas sur la troisième coupe et boit la dernière coupe après l’avoir conclu. On n’ajoute pas, après le repas, d’afikomane (au sens originel, « de fête après le repas » comme il était d’usage chez les Grecs mais les rabbins babyloniens l’ont compris comme un « dessert » et c’est la coutume actuellement suivie), et on l’achève avant la mi-nuit.

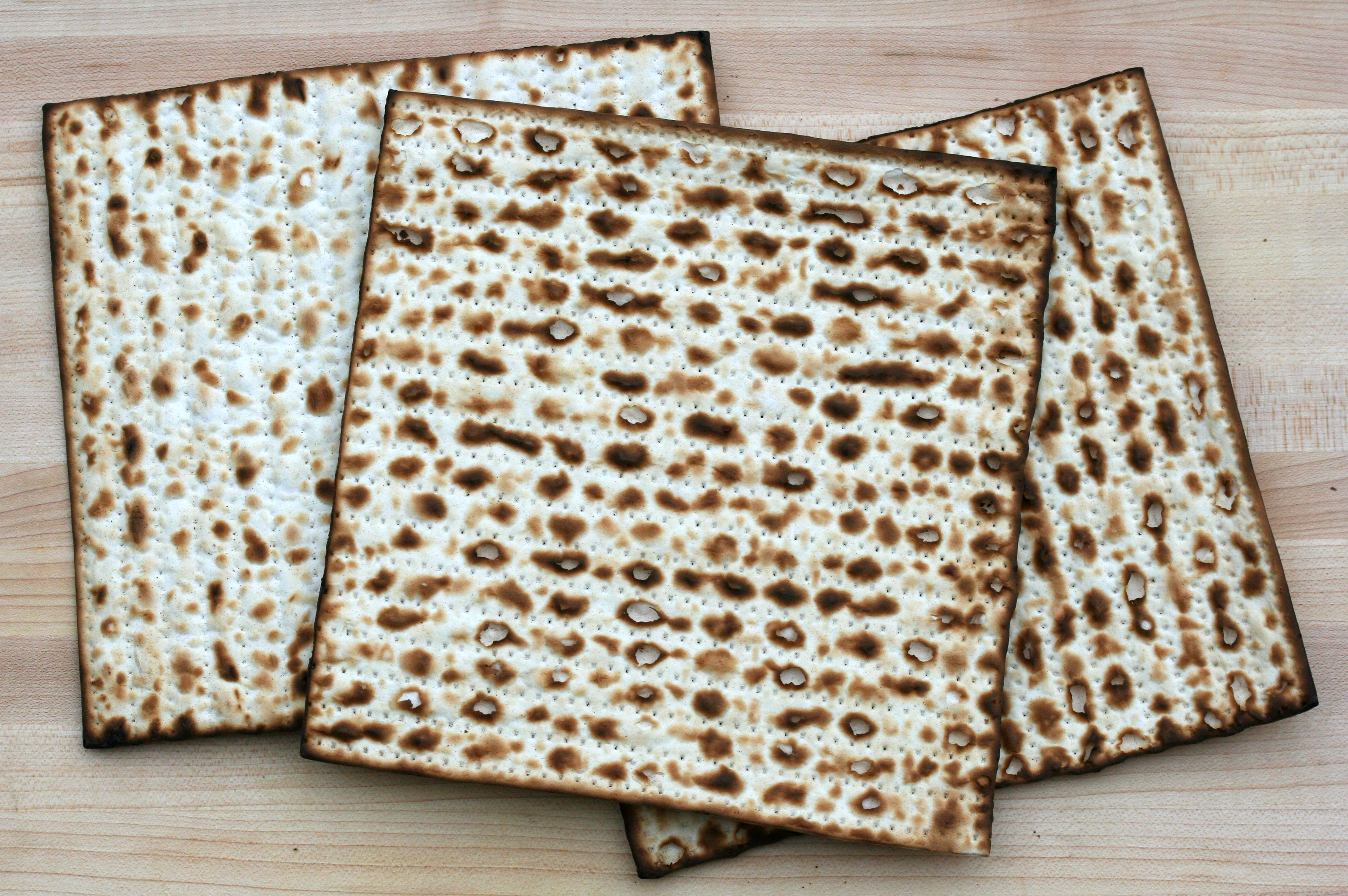
Trois matzot.

Le séder est si favorablement accueilli qu’il en fait oublier la dénomination biblique de ’Hag hamatzot pour celle de Pessa'h, et que sa dimension agricole est fortement occultée par son motif historico-théologique. D’aucuns veulent voir une évocation du printemps dans la coutume de lire le Cantique des Cantiques pendant la semaine de la fête (il s’agissait originellement des deux derniers jours de la diaspora) mais on l’associe plus souvent à la sortie d’Égypte. Par ailleurs, le septième jour de la fête des azymes, appelé « clôture » dans la Bible, devient la fête du passage de la mer des Joncs (encore est-elle incomplète car la rédemption des Hébreux qui se produit en ce jour, se fait au détriment de la vie des Égyptiens) tandis que la fête de Chavouot devient, dans la pensée rabbinique, la « véritable » clôture de Pessa'h, parachevant au niveau spirituel ce que Pessa'h représente au niveau matériel. Diverses mesures sont donc prises pour que tous puissent participer au séder et s’y réjouir avec, notamment, l’adjonction d’un paragraphe intitulé ha lahma anya précédant la narration de la sortie d’Égypte et annonçant à d’éventuels pauvres et affamés qu’ils sont bienvenus à la table de fête.
Dans le rituel de la Haggada formalisé entre les VIIe et XIIIe siècles, les passages bibliques, talmudiques et midrashiques ne mentionnent Moïse qu’une fois tandis que l’un de ces textes insiste sur le fait que « ce n’est ni par un ange, ni par un séraphin, ni par un émissaire » mais par Dieu seul que les Hébreux ont été sauvés ; les chants de Pessa'h, également composés vers le XIIIe siècle, disent en substance la même chose. Les quatre coupes (ainsi que les quatre questions et, plus tard, les quatre fils) font allusion aux quatre termes de la rédemption d’Exode 6:6-7 — « Je vous ferai sortir », « Je vous sauverai », « Je vous rachèterai » et « Je vous prendrai » ; comme ces quatre termes sont suivis d’un cinquième, « Je vous amènerai », et que les rabbins n’ont pu décider s’il faut verser quatre verres ou cinq, une coupe dite d’Élie trône intouchée à chaque séder jusqu’à ce qu’il arrive à la fin des temps, et résolve la question. Beaucoup de communautés ont « oublié » cette dernière clause et invitent le prophète à boire la coupe qui lui revient, sachant que le jour où il le fera sera celui de la rédemption future.
Ces coupes, ainsi que les plateaux du séder où sont déposés de diverses façons selon les communautés, les matzot, hazeret, harosset et autres mets symboliques, et les haggadot, donnent lieu au cours des siècles à diverses formes d’art en vue d’embellir la soirée (les communautés yéménites ne se servent pas de ces plats).

## Observance dePessa'hdans le judaïsme rabbinique
La fête de Pessa'h est célébrée en terre d’Israël pendant sept jours à partir du 14 nissan au soir, le 21 nissan étant lui aussi totalement férié ; les jours intermédiaires ont, quant à eux, un statut mi-férié en vertu duquel les tâches incompatibles avec la fête ou son esprit sont interdites. En diaspora, chaque jour férié est célébré pendant deux jours du fait de la coutume (non observée dans le judaïsme réformé) d’ajouter un second jour aux fêtes bibliques.
Les rites sont donnés ici lorsque Pessa'h tombe en semaine. Ils diffèrent légèrement lorsque Pessa'h a lieu à chabbat ou dimanche.

### À l’approche de la fête

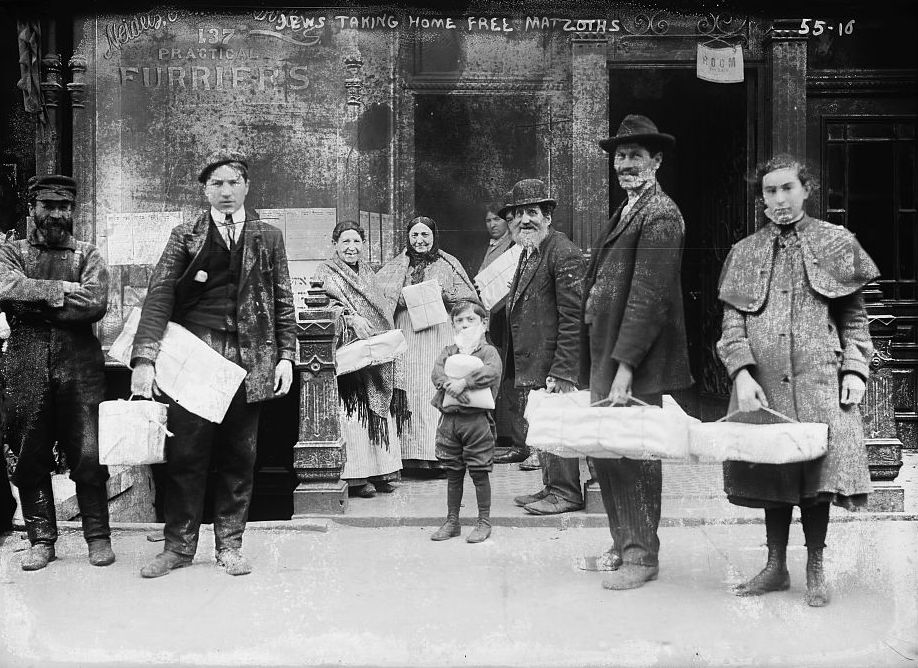
Distribution de matzot gratuites aux pauvres (New York, 1908).

Il est de coutume depuis les temps talmudiques de lire entre les mois d’adar et nissan quatre sections bibliques particulières dont les thèmes peuvent être considérés comme une préparation spirituelle à la fête.

#### Études et lectures
Le 14 adar, à Pourim, on commence à étudier les lois de la fête. Dès l’entrée du mois de nissan, le deuil n’est plus de mise et le tahanoun ainsi que divers passages austères ou sévères sont retirés de la liturgie. On lève une quête afin de permettre aux pauvres de s’acheter de la farine pour les matzot et, lors du chabbat précédant Pessa'h, le rabbin délivre, un sermon synagogal pour enseigner les lois principales. On lit aussi, après l’office de l’après-midi de ce jour, une partie de la haggada.

#### Recherche du'hametz

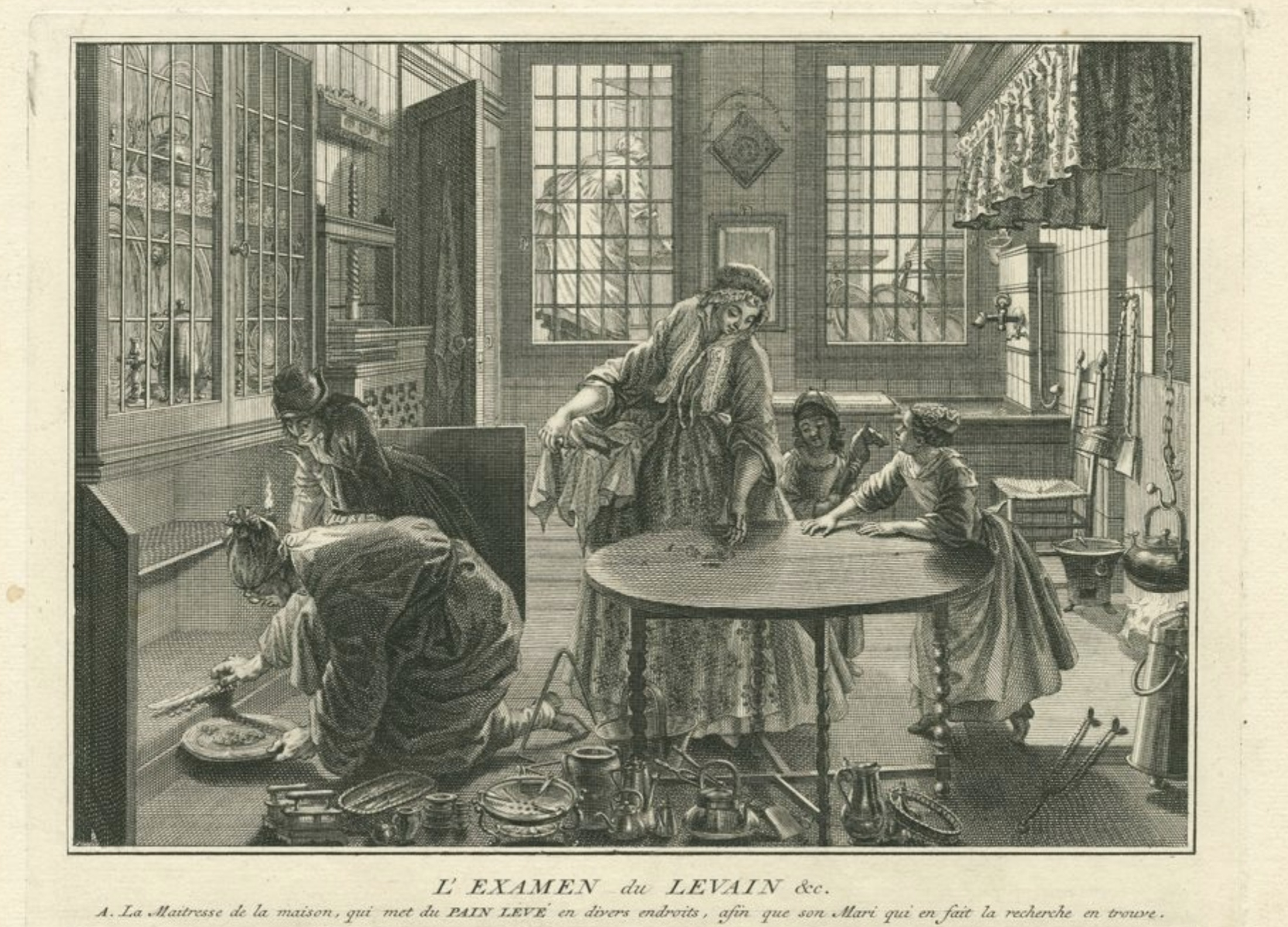
« L'Examen du Levain. La Maitresse de la maison, qui met du Pain Levé en divers endroits, afin que son Mari qui en fait recherche en trouve » (Picart, 1723).

La recherche du hametz est réalisée la veille du 14 nissan ; l’interdiction de posséder du hametz entre en vigueur dans le premier tiers de la journée. Au-delà, on ne mange plus de hametz mais pas non plus de matza, afin d’en réserver la primeur au soir. Certains ont coutume de se lever tôt pour manger ou vendre le hametz avant ce délai. La plupart mettent cependant la dernière nuit avant Pessa'h à profit pour être frais et dispos le lendemain soir et certains vont jusqu’à manger lacté afin de mieux dormir.

#### Jeûne des aînés
Selon une coutume médiévale, les aînés jeûnent en ce jour (leurs parents les en acquittent s’ils sont mineurs) ou concluent une étude afin de casser ce jeûne. D’aucuns ont également l’habitude de ne pas manger afin de goûter à la matza avec plus d’appétit lors du séder.

#### Derniers préparatifs
Après la mi-journée, on s’abstient d’effectuer toute tâche rémunératoire mais on réalise les derniers préparatifs pour le séder (c’est le moment que choisissent les pieux pour confectionner les matzot du séder) et l’on a, pour cette raison, l’habitude de s’acquitter de la prière de min'ha au début de l’après-midi plutôt que le soir. Certains récitent à ce moment les passages bibliques relatifs à l’offrande pascale tandis que d’autres le font plus tard.

### Soir(s) de la fête

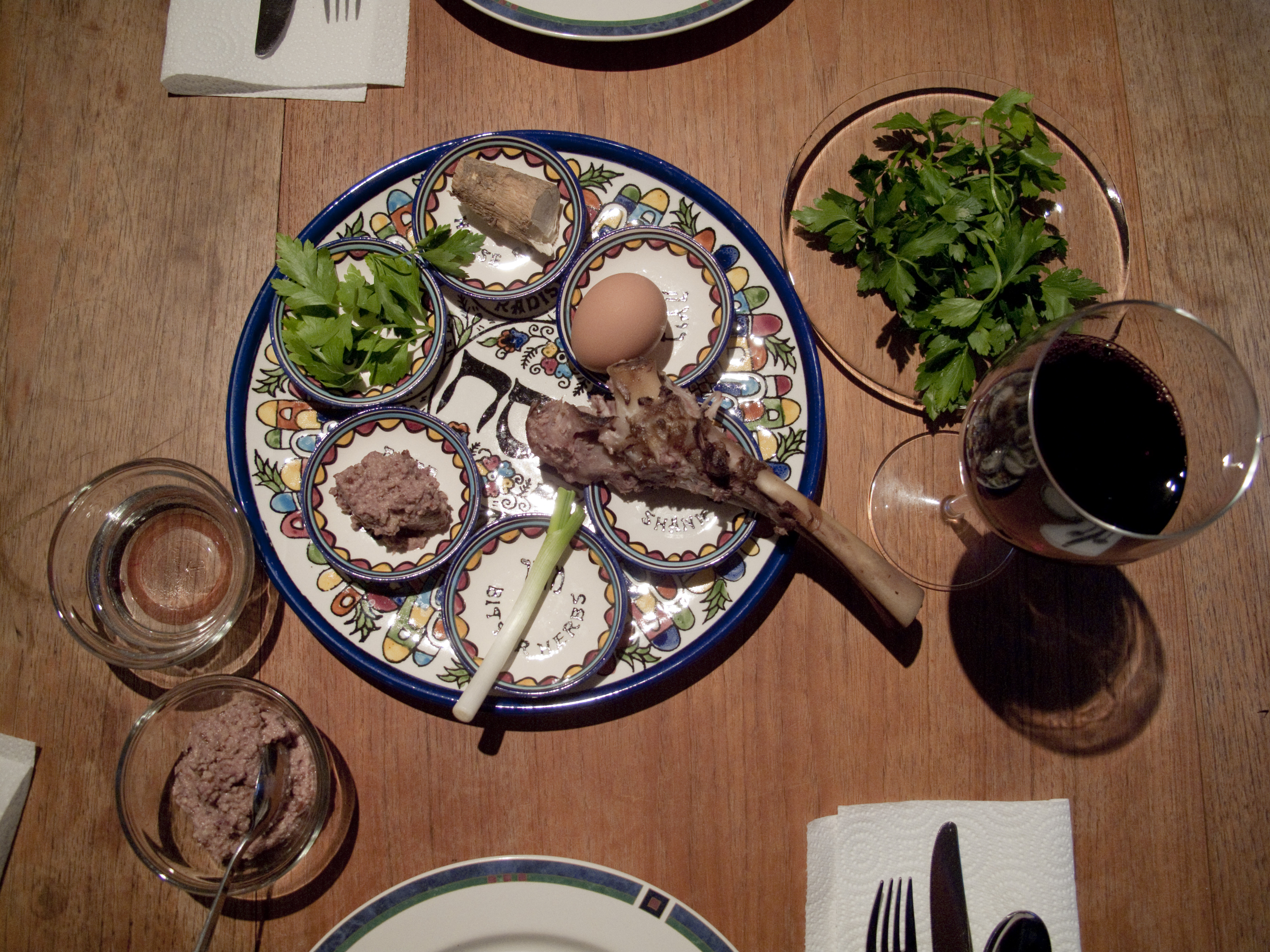
Plat et mets de Pessah sur une vaisselle israélienne.

Les femmes allument les bougies en l’honneur de yom tov (de préférence avant la tombée de la nuit ; si ce n’est pas le cas, elles peuvent cependant le faire après, contrairement au chabbat, à condition d’allumer la bougie à partir d’une flamme existante et non d’une flamme nouvellement allumée) et récitent la bénédiction appropriée. Elles peuvent réciter la bénédiction shehehiyanou à ce moment ou attendre que leur mari le fasse lors du kiddoush et répondre amen mais en tous les cas, elles ne peuvent le faire qu’une fois.
Divers usages existent en ce qui concerne l’office du soir, chaque communauté possédant son propre rite liturgique (les ashkénazes introduisent par exemple la prière centrale par Lévitique 23:44 alors que certains séfarades la font précéder par Lévitique 23:4 et d’autres par ces deux versets). La récitation du Hallel dans son entièreté (du psaume 113 au psaume 118), avec ou sans bénédiction, semble cependant être commune à beaucoup d’entre elles. Comme tous les orants, y compris les pauvres et les vagabonds, prendront leur repas chez eux, il n’y a pas lieu de faire le kiddoush à la synagogue.
On se presse ensuite de rentrer chez soi ou chez ses hôtes pour prendre part au séder mais il ne commence qu’à la tombée de la nuit.

### Leséder

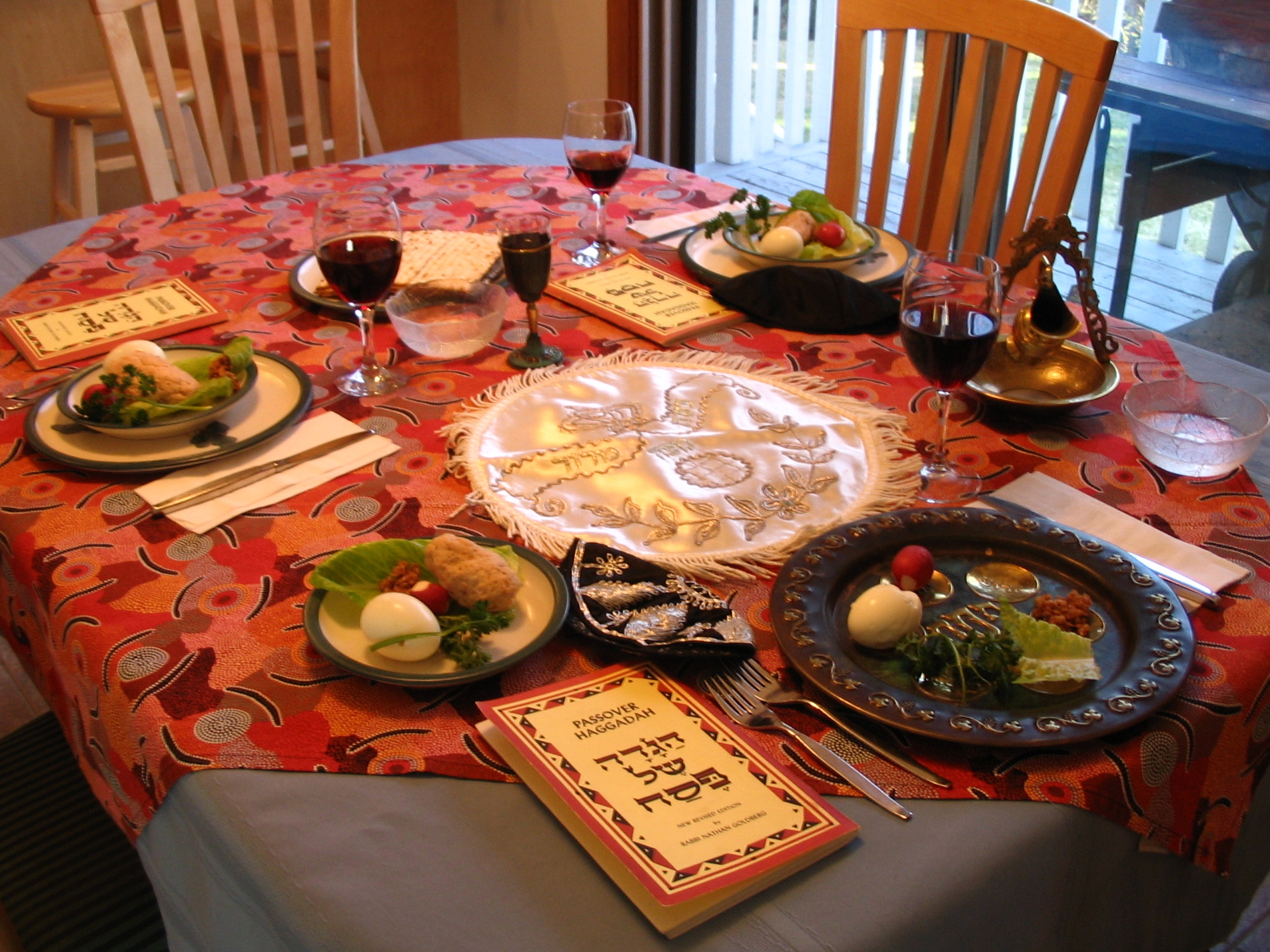
Une table apprêtée pour le seder de Pâque.

Le séder est célébré un soir en terre d’Israël, deux en dehors de celle-ci en raison du second jour férié des communautés diasporiques (qui n'est pas observé dans le judaïsme réformé).
Selon le rituel établi, trois matzot sont posées sur un plateau (ou sur la table) qui comprend une série d’aliments symboliques. L’officiant, qui est le plus souvent le père de famille, bénit le jour sur la première coupe, se lave les mains, trempe un légume, coupe la matza mitoyenne (qui représente l’offrande pascale) et réserve l’une des moitiés à l’afikomane. L’un des enfants, généralement le plus jeune, pose les quatre questions ; l’officiant répond par la Haggada où les versets relatifs à l’Exode sont entremêlés de discussions rabbiniques visant à les rendre plus édifiants et marquants. On se lave les mains pour manger la matza ainsi que la Pâque (c’est-à-dire la matza mitoyenne) et les herbes amères, séparément d’abord puis en « sandwich », à la mode de Hillel (chaque Juif doit veiller à manger environ trente-cinq grammes de chaque mets dans un délai de deux à quatre minutes). Un repas de fête dont le menu varie selon les communautés est servi, suivi d’une action de grâce et du Hallel.
Diverses coutumes ont été instaurées dans la plupart des communautés pour relever davantage encore l’atmosphère de la ou des soirées : tenue « exotique » de l’officiant (un linge blanc à l’image du grand-prêtre à Yom Kippour chez les ashkénazes, une djellaba dans certaines communautés séfarades, des « habits de liberté » etc.), recherche plus ou moins sérieuse, après le repas, de l’afikomane que l’enfant (ou, parfois, l’officiant) a subtilisé et ne restitue qu’après marchandage pour une promesse de cadeau, invitation solennelle du prophète Élie à boire son verre en laissant la porte grande ouverte car l’on ne craint rien en cette « nuit des vigiles » et chants du séder, entonnés au cours ou en conclusion de celui-ci, sur un rythme conçu pour amuser et captiver l’auditoire,,.
Le séder s’achève sur l'espérance que Dieu l’a agréé et que « l’an prochain à Jérusalem (variante moderne : Jérusalem reconstruite) ! » D’aucuns ont pour coutume de passer la nuit à étudier.

### Premier(s) jour(s) de la fête

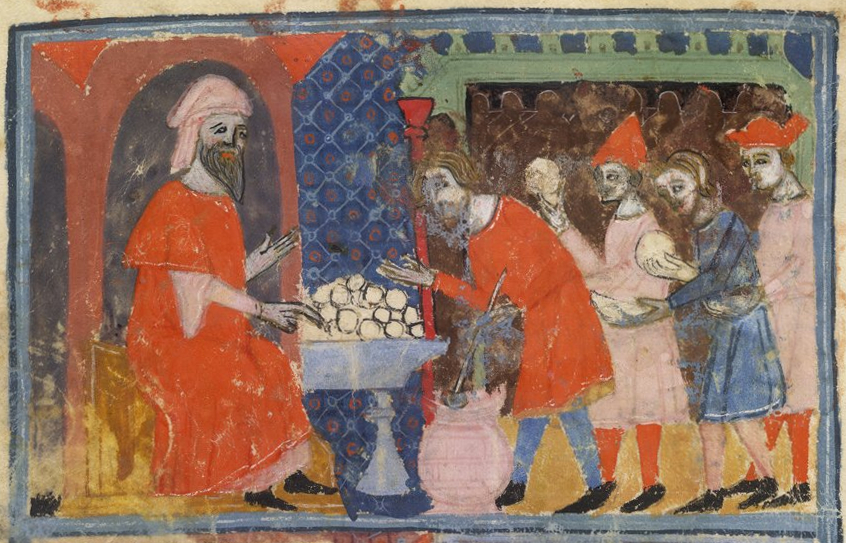
Distribution de matzot et de harosset par le maître de maison, the Sister Haggadah (XIV s.)

Hag Hamatzot était à l’époque des premier et second temples de Jérusalem, une fête de pèlerinage, au cours duquel les Juifs étaient tenus de se rendre à Jérusalem pendant sept jours et d’y faire des offrandes à Dieu selon les ordonnances bibliques. Bien que de nombreux Juifs se rendent de nos jours en pèlerinage au Mur occidental, la liturgie se concentre principalement, en l’absence d’un Temple reconstruit, sur le souvenir des anciens rites et offrandes, comme à Souccot et Chavouot. L’accent est mis sur l’accès à la liberté.
Le rituel liturgique du premier jour (ou des deux premiers jours, en diaspora) de Pessa'h comprend :
- une ʿamida (prière) de sept bénédictions, récitée lors des offices du matin, de l’après-midi et du soir. La fête y est appelée zman heroutenou (« le temps de notre liberté »).
- une bénédiction supplémentaire, yaalè veyavo, intercalée dans le birkat hamazon (action de grâces récitée après les repas),
- la lecture du Hallel après la ʿamida de l’office du matin, dans son entièreté (du psaume 113 au psaume 118),
- une lecture de la Torah spéciale, comprenant les passages relatifs à la fête et son ordonnance (Exode 12:21-51 et Nombres 28:16-25 comme maftir). La haftara (section complémentaire lue dans les Livres prophétiques) se fait dans Josué 5:2 à 6:1 et relate la pâque de Guilgal. Au second jour férié de la diaspora, Exode 12:21-51 est remplacé par Lévitique 22:26-23:44 et la haftara est lue dans II Rois 23:1-9 puis 21-25 (la pâque de Josias)[76].
- un office de prière supplémentaire (moussaf), en remplacement des offrandes particulières à la hag hamatzot. La prière pour la rosée y est récitée lors du premier jour de fête (en terre d’Israël comme en diaspora). La bénédiction de la pluie est dès lors remplacée par celle de la rosée lors de tous les offices de prière, jusqu’au moussaf de Chemini Atzeret[77].

Le soir du 15 nissan, lendemain de Pessa'h (ou de son premier jour, en diaspora), marque le début du décompte de l’omer, en terre d’Israël comme en diaspora ; ce décompte se poursuit lors de l’office du soir des cinquante jours qui séparent Pessa'h de Chavouot.

### Jours mi-fériés

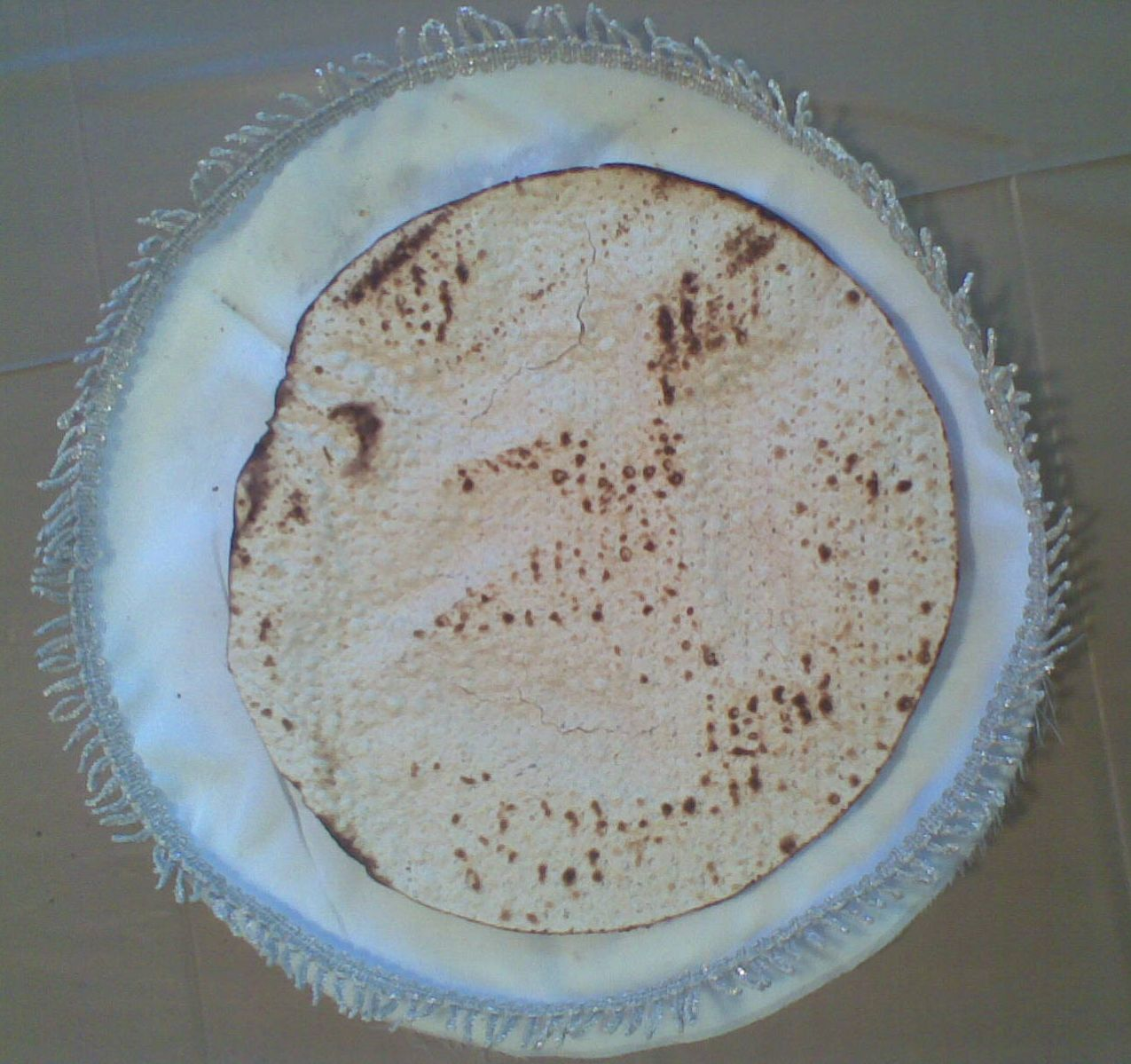
Matza shmurah faite à la main.

Lors des jours intermédiaires, le rituel liturgique comporte :
- une prière des dix-huit bénédictions, récitée lors des offices du matin, de l’après-midi et du soir, à laquelle on ajoute la bénédiction yaalè veyavo. Celle-ci demeure intercalée dans le birkat hamazon jusqu’à la fin de la fête,
- la lecture du Hallel après la ʿamida de l’office du matin, amputée des versets 1-11 du psaume 115 et de tout le psaume 116, comme lors du ou des derniers jours de fête[79],
- une lecture de la Torah spéciale, différente chaque jour, ainsi que la haftara ; le maftir (Nombres 28:19-25), lui, demeure identique[76],
- l’office de moussaf, inchangé par rapport au(x) premier(s) jour(s), hormis les versets des offrandes.

Lors du chabbat de hol hamoëd, on lit Exode 33:12-34:26 (le dialogue entre Dieu et Moïse, suivi du pardon envers Israël et de la prescription de tailler de nouvelles tables pour y recevoir la Loi) et Nombres 28:19-25 en maftir. La haftara est lue dans Ézéchiel 37:1-14 (la prophétie des ossements desséchés).

### Lecture du Cantique des Cantiques

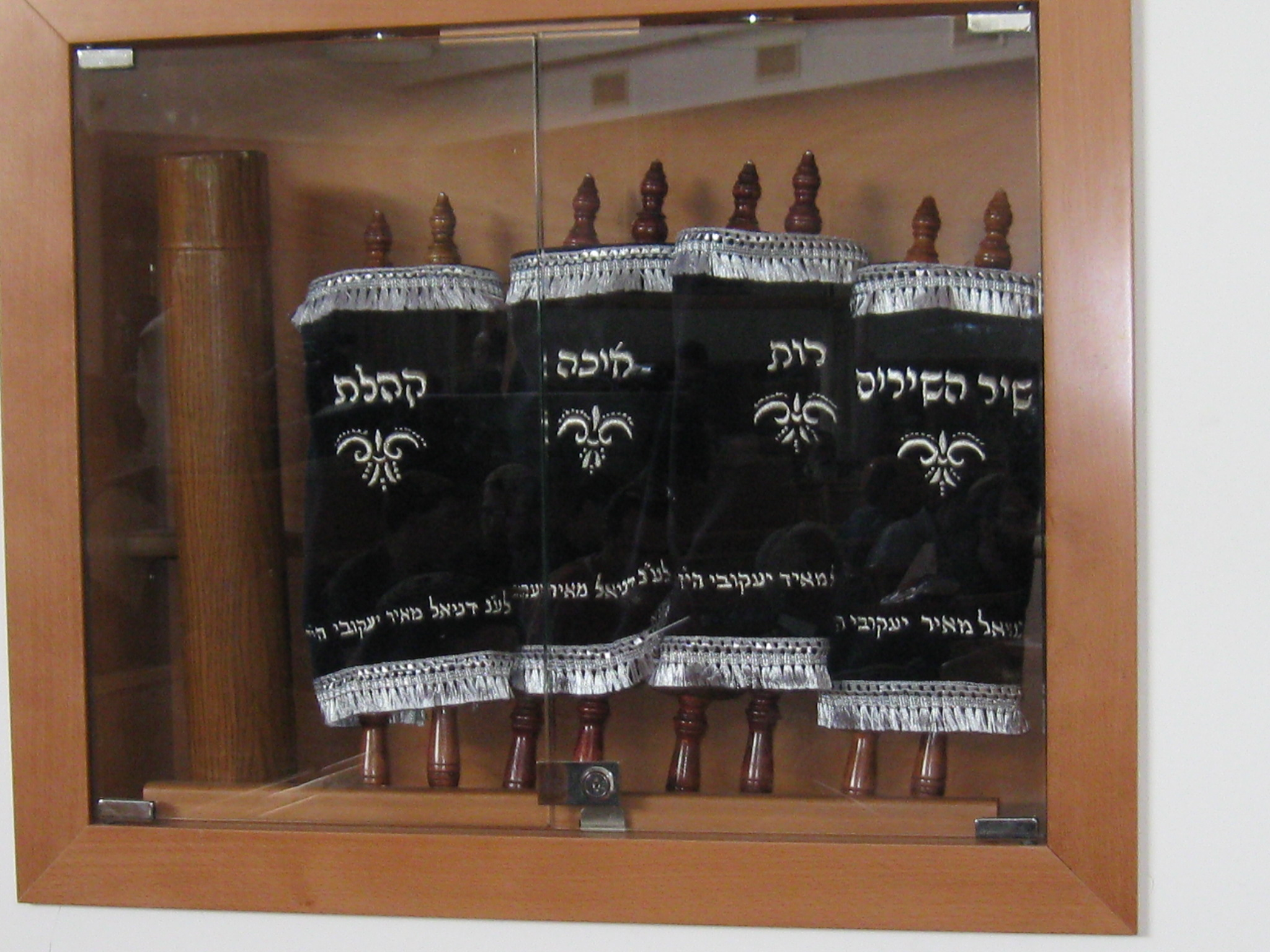
Les cinq rouleaux, attendant d’être lus (le Cantique des Cantiques est le premier à droite).

La lecture du Cantique des Cantiques est universellement réalisée lors de Pessa'h mais les usages divergent entre communautés.
Les ashkénazes la réalisent lors du chabbat de hol hamoëd (ou lors du dernier jour de Pessa'h si celui-ci a lieu à chabbat) avant celle de la Torah. Certains décisionnaires recommandent de lire le Cantique selon la cantilation et dans un rouleau manuscrit dont les lettres sont toutes lisibles ; le Gaon de Vilna prescrit pour cette raison de réciter les bénédictions al mikra meguila (sur la lecture du rouleau) et shehehiyanou avant la lecture. Cet usage n’est cependant pas universel.
Les séfarades et les orientaux la lisent après la Haggada. Les communautés yéménites réalisent les deux lectures, ainsi qu’une dernière lors du dernier jour de la fête. Lors de la lecture synagogale, chacun lit un verset ; l’assemblée reprend le verset en chœur et y adjoint son targoum (traduction paraphrasée en judéo-araméen).

### Le(s) dernier(s) jour(s) de Pessa'h
Le septième jour de la fête des azymes est également férié selon la Bible, donnant lieu aux mêmes restrictions d’activité que le premier jour de Pessa'h. On y lit le Hallel en abrégé et le même maftir qu’à hol hamoëd. Bien qu’il ne soit pas, contrairement à Chemini Atseret, considéré comme une fête indépendante, il a acquis un caractère propre, car c’est en ce jour que les Israélites auraient traversé la mer des Joncs et de nombreuses communautés organisent une veillée pendant laquelle elles étudient ou chantent le cantique de la mer.
Il est, à l’instar des autres fêtes bibliques, prolongé d’un jour en dehors de la terre d’Israël. La nuit concluant le dernier jour de Pessa'h donne lieu à la Rumpelnacht (« nuit du remue-ménage ») dans les communautés ashkénazes et à la Mimouna, une célébration plus élaborée propre aux Juifs d’Afrique du Nord. Les communautés kurdes fêtaient en ce jour la Seharane par des promenades dans la nature (une coutume similaire était observée par les Juifs du Maroc) mais celle-ci a depuis été déplacée à la fête de Souccot.

## Observance de Pessa'h dans les traditions non-rabbiniques

### La première Pâque
Comme les jours de création du récit de la Genèse, dans l’Israël antique les jours calendaires commençaient le soir. Le chapitre 12 du livre de l’Exode établit que la libération des Israélites de l’esclavage d’Égypte s’est déroulée le quatorzième jour du premier mois, après qu’ils ont célébré la première Pâque dans la nuit, et après que l’ange de Dieu est passé au-dessus de l’Égypte et a tué à minuit les premiers-nés égyptiens. Les premiers-nés des Israélites étaient protégés par le sang du sacrifice pascal badigeonné avant minuit sur les linteaux et les montants des portes où ils résidaient. Exode 12 : 17 dit « c’est en ce jour même [le 14] que j’aurai fait sortir vos armées du pays d’Égypte ».
La première Pâque fut donc célébrée au début du 14e jour du mois aviv en 1513 av. n. è,. Et les Israélites sortirent d’Égypte après cette nuit-là dans la même journée calendaire du 14 aviv. Le mois aviv fut nommé nissan après le retour d’exil de Babylone.
Deutéronome 16:6 et Lévitique 23:5 renouvèlent l’obligation de célébrer la Pâque au début du 14 aviv ou nissan.

### Controverse sur l’expression «entre les deux soirs»
En Exode 12:5,6 il est dit : « Ce sera un agneau sans défaut, mâle, âgé d’un an ; vous pourrez prendre un agneau ou un chevreau. Vous le garderez jusqu’au quatorzième jour de ce mois ; et toute l’assemblée d’Israël l’immolera entre les deux soirs ».
À propos de l’expression « entre les deux soirs » les professeurs C. Keil et F. Delitzsch déclarent : « Différents points de vue ont eu cours très tôt chez les Juifs quant au moment exact qui était sous-entendu. Aben Ezra est d’accord avec les Caraïtes et les Samaritains pour désigner le moment où le soleil disparaît à l’horizon comme étant le premier soir, et le moment où l’obscurité totale est installée comme étant le deuxième soir ; dans ce cas-là, ‘entre les deux soirs’ se situe entre 18 heures et 19 h 20 […]. Selon l’avis rabbinique, le moment où le soleil commençait à décliner, c’est-à-dire entre 15 heures et 17 heures, correspondait au premier soir, et le coucher du soleil au deuxième ; ‘entre les deux soirs’ signifiait donc entre 15 heures et 18 heures. Les commentateurs modernes ont fort justement opté en faveur du point de vue d’Aben Ezra et de la coutume suivie par les Caraïtes et les Samaritains ».
La thèse du rabbin espagnol Aben Ezra (1092-1167 de notre ère) est partagée par les érudits Michaelis, Rosenmueller, Gesenius, Maurer, Kalisch et Knobel.
Avec le temps les Israélites amenèrent leurs agneaux (ou leurs chevreaux) au temple de Jérusalem pour qu’ils y soient sacrifiés par un prêtre. Mais, comme ces nombreux sacrifices prenaient des heures, certains Juifs en vinrent à interpréter l’expression « entre les deux soirs » comme s’agissant de la fin du 14 nissan quand le soleil décline de 15h00 à la tombée de la nuit. La Pâque en vint alors à être célébrée au début du 15 nissan.
Le professeur Jonathan Klawans, spécialiste du judaïsme antique, explique : « Le jour nouveau commence au coucher du soleil. Le sacrifice est donc fait le 14, mais le début de la Pâque et le repas pascal ont en fait lieu le 15, même si cette succession d’évènements n’est pas précisée dans l’Exode (…). Les écrits rabbiniques (…) ne prétendent même pas nous donner des informations sur la façon dont se déroulait le Séder [le repas pascal] avant la destruction du Temple ».
Mais quant à lui, Marcus Kalisch (1828-1885), un commentateur juif, a écrit : « Cette même opinion a été clairement exprimée par Ebn Ezra : “Nous avons deux soirs ; le premier, c’est le coucher du soleil […] et le second, le moment où la lumière cesse d’être réfléchie par les nuages ; entre les deux, il y a un intervalle d’environ une heure et vingt minutes” ; et cette explication, qui semble être l’interprétation la plus rationnelle, est aussi celle des Karaïtes et des Samaritains, et a été adoptée par de nombreux autres ».
Cette interprétation rejoint le texte de Deutéronome 16:6 qui indique que la Pâque devait être sacrifiée le jour même de la sortie d’Egypte qui était intervenue le 14 aviv ou nissan (cf. aussi Nomb 9:3-5).

### Dans le karaïsme
Le karaïsme, un mouvement scripturaliste du judaïsme opposé à la tradition rabbinique, tend pourtant à adopter des positions relativement proches : il considère également Pessa'h comme le « jour de l’indépendance » du peuple hébreu, autorise la cuisine pendant la fête, considère que seules les cinq espèces peuvent fermenter, préconise un nettoyage rigoureux du domicile ainsi qu’une préparation scrupuleuse des matzot (Anan ben David considérait que seule l’orge convenait au « pain de pauvreté » mais ce n’est pas l’avis de Jacob al-Qirqissani) et condamne l’abstention des légumineuses (bien que ce fût la coutume de la communauté cairote),.
Il effectue cependant la distinction entre Pessa'h et Hag hamatzot et commence le décompte de l’omer au lendemain du chabbat suivant Pessa'h.

### Dans le samaritanisme

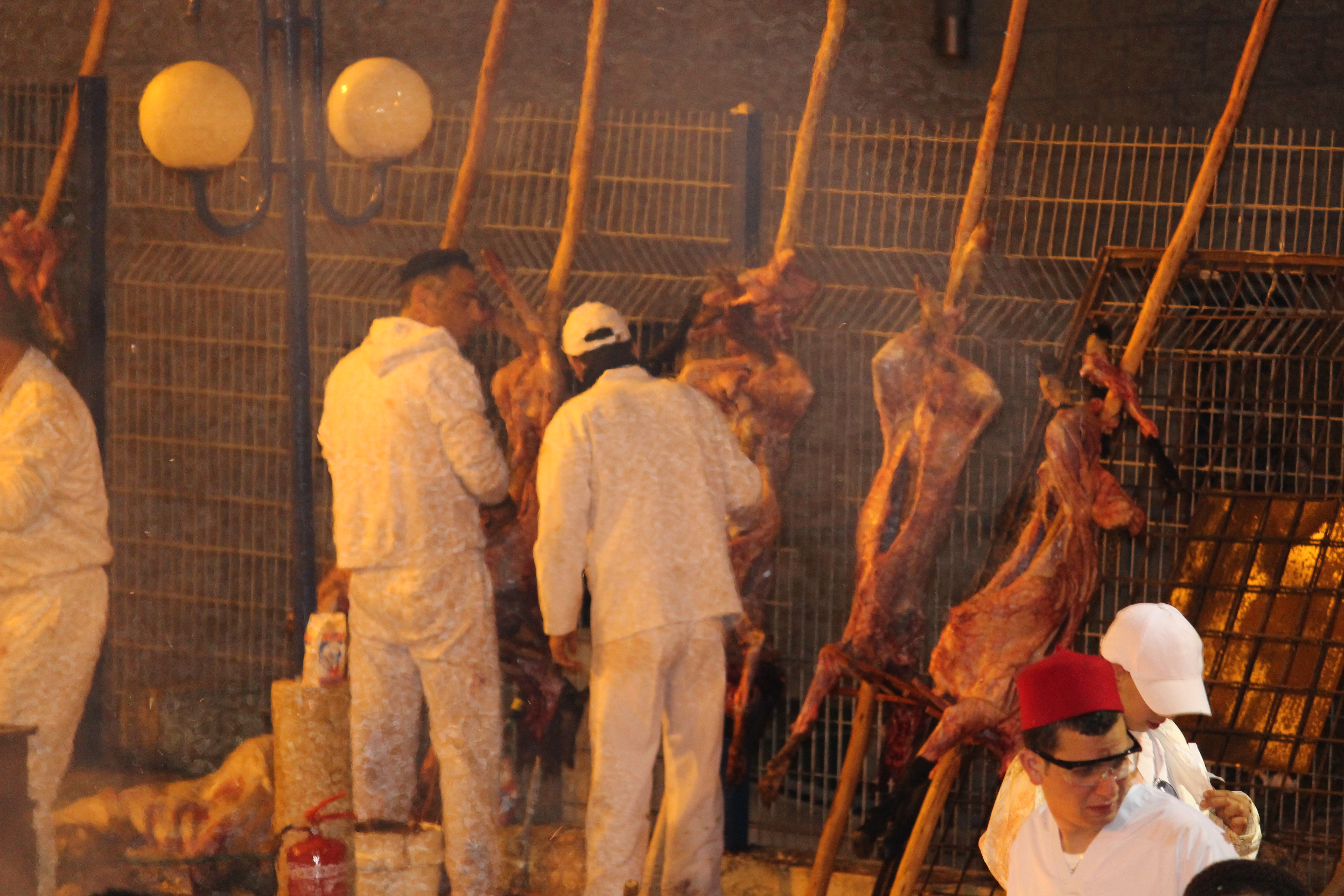
Sacrifice pascal (Korban Pessah) par des Samaritains au mont Garizim.

Les Samaritains, adeptes d’un mosaïsme non-juif, ont perpétué la pratique de l’offrande pascale (Korban Pessah) sur le mont Garizim.
Ils marquent la période des deux semaines séparant la néoménie du jour de l’offrande par des prières le matin et le soir. L’agneau est acheté le dixième jour du mois, comme le prescrit la Bible. Le foyer est nettoyé le douzième jour au plus tard et les matzot sont confectionnées le lendemain ; elles ne sont pas consommées avant la mi-nuit de l’offrande, au premier jour de la fête des massot (matzot dans la prononciation samaritaine).
L’agneau, surveillé par les Lévites samaritains au cours des deux semaines précédentes (appelées pour cette raison Mishmeret, « surveillance »), est immolé au soir du quatorzième jour, appelé Zeva'h Pessa'h. Les Samaritains attendent au moins une heure et demie avant la tombée de la nuit pour la réaliser sauf si l’offrande doit avoir lieu le vendredi car ils estiment, contrairement aux Juifs, que le chabbat a préséance sur l’offrande. En ce jour, tous les Samaritains sont vêtus de blanc, à l’exception du prêtre et des anciens ; les Samaritains de Holon ont rejoint la communauté de Garizim afin de participer aux célébrations pendant les jours suivants,.
Lors de la fête des massot, aucune activité n’est autorisée, y compris la cuisine. Au matin, un office a lieu au cours duquel le rouleau d’Abisha (écrit, selon la tradition samaritaine, par Abishoua le petit-fils d’Aaron) est exhibé. Au cours des sept jours suivants, les Samaritains ne consomment que des plats préparés par leurs soins ou des fruits ; ils abattent aussi des bêtes pour les repas de fête, en réservant une portion de choix aux prêtres. Le décompte de l’omer a lieu au lendemain du chabbat suivant la Pâque. Au septième jour de la fête, se tient le premier pèlerinage de l’année sur le mont Garizim,.

### Dans la tradition desBeta Israël
Les Beta Israël d’Éthiopie sont les dépositaires d’un judaïsme pré-rabbinique principalement fondé sur la Bible, en voie de disparition depuis leur émigration massive en Israël et leur adoption du judaïsme orthodoxe.
Les trois jours précédant Pessa'h, ils ne mangeaient que des grains rôtis et un pain spécial appelé shimbera « en souvenir des trois jours de mauvaises vivres dans le désert avant de trouver la manne ». La veille de la fête, un « jeûne de Pessa'h » (soma fasikha) était observé. La pâque était offerte par les prêtres sur l’autel du sanctuaire (c’est-à-dire le masjid, équivalent de la synagogue) au coucher de soleil du quatorzième jour ; elle n’était pas suivie d’un seder. On mangeait pendant la fête des matzot faites de shimbera et d’orge et le décompte de l’omer était commencé au septième jour de la fête,,.

## Interprétations et observances modernes

### Pessa'h dans le sionisme

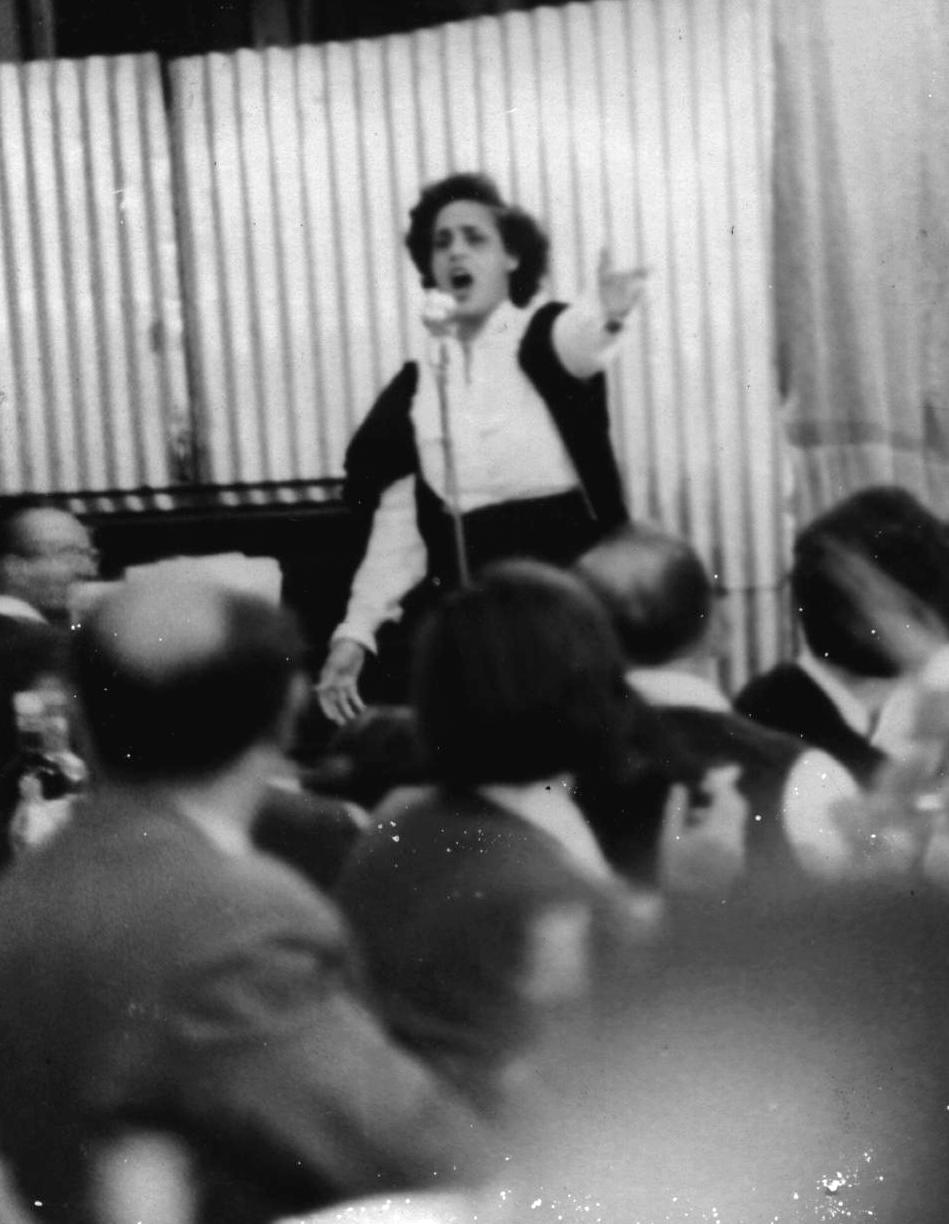
Bracha Tzfira chante le soir de Pessa'h dans la salle commune du kibboutz Gan Shmouel (v. 1958).

Pessa'h est la première fête réinstaurée dans sa dimension agricole par le mouvement pionnier du kibboutz qui en diminue, voire nie la portée théologique (mais non historique), à l’instar des tenants de l’hypothèse documentaire (ceux-ci affirment que la fête des azymes seraient un festival agricole païen emprunté aux Cananéens et que la Pâque serait une cérémonie pastorale conjuratoire d’origine non-israélite, visant à assurer le salut des bêtes quittant le désert pour les champs cultivés au printemps. Ces deux fêtes auraient été artificiellement réunies et dotées de leur caractère historique après l’exil de Babylone,).
Le mouvement du kibboutz est aussi le premier à composer une haggada adaptée à sa sensibilité socialiste et athée ; l’aspect social du séder, les chants et la musique y jouent un grand rôle. L’une des compositions de cette époque est devenue la « mélodie traditionnelle » des quatre questions mais d’autres comme Avati'him, composé par Matityahou Shelem pour Bracha Tzfira, étaient exclusivement centrées sur la vie du kibboutz. Le kibboutz reviendra par la suite à un contenu et une haggada plus traditionnels mais son influence sur le zemer ivri a perduré et nombre de nouveaux chants de Pessa'h ont été composés parmi lesquels Sim'ha Rabba de Bilha Yaffe et Yedidia Admon, Zemer LaPessa'h de Levin Kipnis et d’autres.
Pessa'h est actuellement l’une des fêtes les plus populaires en Israël tous courants confondus, 94 % des Juifs israéliens déclarant en 2003 assister au séder, à domicile ou dans un hôtel. Toutefois, à la suite d'une décision de la Cour suprême d’Israël, la vente de hametz n’est interdite qu’en public, ce qui représente un écart considérable vis-à-vis de la Loi juive,.

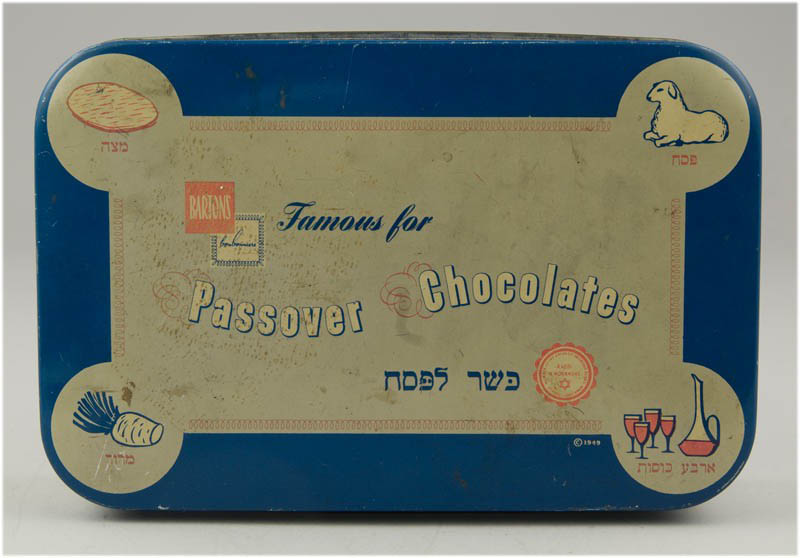
Chocolat de Pessah, New York (v. 1949).

### Pessa'h aux États-Unis
Pessa'h est également populaire aux États-Unis, tant dans les communautés orthodoxes que libérales. Ces dernières ont, à l’instar du kibboutz, ajouté au séder de nouvelles interprétations et pratiques au cours du XXe siècle, plus ou moins suivies par différents groupes.
Sans cesse remis au goût du jour, Pessa'h devient dans les années 1960 l’occasion de manifester le soutien juif au mouvement afro-américain des droits civiques, au mouvement de libération de la femme dans les années 1970, aux Juifs russes interdits d’émigration dans les années 1980, etc.
La réinterprétation féministe juive du séder a continué au cours des dernières décennies du XXe siècle, avec la rédaction de rituels féministes ainsi que la coutume de la coupe de Miryam, au côté de celle d’Élie, emplie d’eau en raison du puits de Miryam qui fournit l’eau aux Hébreux au cours de leur traversée du désert. De nouveaux symboles apparaissent sur le plat du séder, parmi lesquels une orange ou un pamplemousse, une cinquième coupe est bue à la mémoire des Juifs disparus pendant la Shoah ou à la santé de l’État d’Israël et de nouvelles prières et bénédictions, pour remercier Dieu d’avoir donné aux gens l’opportunité de partager les repas pascaux ou pour le prier de préserver l’héritage culturel et liturgique du judaïsme,.
Des manifestations plus traditionnelles continuent cependant à être observées, y compris dans les hautes-sphères du pouvoir : la Maison-Blanche tient en effet un séder annuel depuis 2009, Barack Obama ayant voulu remercier de la sorte ses supporters juifs,.

### Tentatives de restauration de la pâque
En 2007, un groupe de rabbins mené par Adin Steinsalz veut réinstaurer l’offrande pascale, en s’appuyant sur le maintien de ce rite chez les Samaritains en l’absence de sanctuaire (les Juifs de Tunisie réalisaient également une manière d’offrande à la mode biblique jusqu’à leur émigration ; les Juifs de Djerba observent cette coutume jusqu’à ce jour,,).
Ils identifient un cohen (descendant de la classe sacerdotale) qui est également abatteur rituel, élaborent une procédure et soumettent leur projet à l’approbation de la Cour suprême d’Israël. Celle-ci s’aligne cependant sur le gouvernement et rejette leur requête.

### Exégèse historico-critique

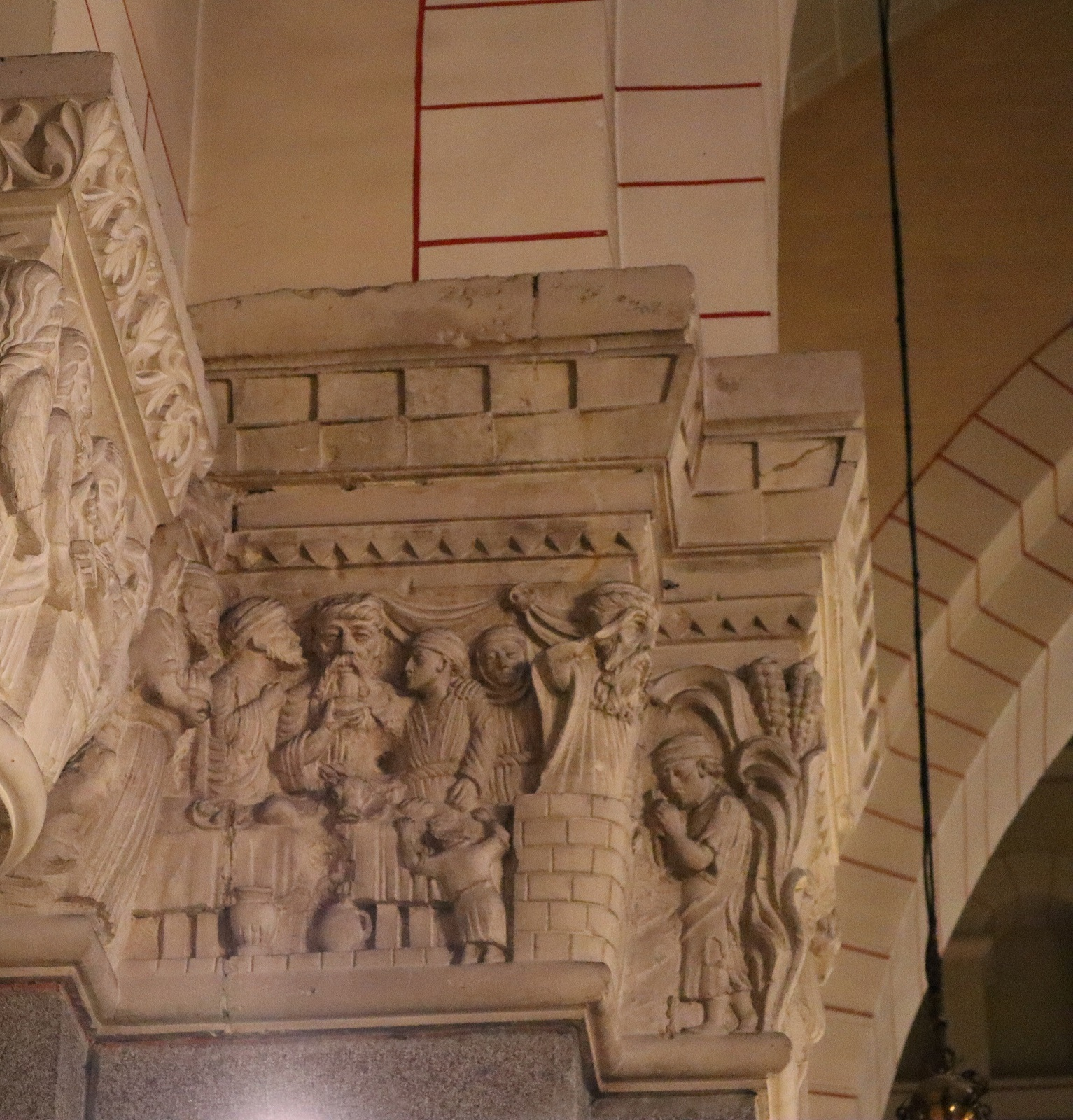
Chapiteau à l'intérieur de l'église Notre-Dame-de-Bonabry à Fougères (Ille-et-Vilaine), sculpté par Francis Cottard (1850-1909) et Frédéric Deschamps (1850-1920). Thème : La Pâque juive, XIX s.

Du point de vue de l'exégèse biblique, le récit de la Pâque instaurée en Égypte est un texte législatif de la tradition sacerdotale. Le rédacteur biblique a repris un ancien rituel et l'a historicisé en l'intégrant dans le contexte de la narration de la sortie d'Égypte.

## Pessa'h dans les sources chrétiennes
Les Évangiles indiquent que, pour les apôtres, Pessa'h désignait, comme pour les Pharisiens, la Pâque et la fête des azymes ainsi que l’offrande pascale.
Selon les Évangiles synoptiques, Jésus de Nazareth est crucifié le 15 nissan, au premier jour de la fête et la Cène a lieu le 14 nissan ; ce moment-clé du christianisme est donc un repas pascal au cours duquel Jésus fait un sermon discutant de la signification rédemptrice de sa mort. Cependant, selon Jean, Jésus est crucifié le 14 nissan, à l’heure où l’on offre la Pâque et la Cène a lieu le 14 nissan (jeudi soir après le coucher du soleil où il commence la nouvelle journée de vendredi selon la tradition biblique). Cette divergence n’est pas d’ordre astronomique mais théologique car, contrairement aux Évangiles synoptiques, Jean fait de Jésus l’agneau pascal (?!).

### Pessa'h, Pâque et Pâques
À la suite de la montée de l’antagonisme entre juifs et chrétiens, il est décidé lors du premier concile de Nicée de distinguer les Pâques chrétienne et juive, en assignant à la première une date au dimanche suivant le quatorzième jour du premier mois lunaire du printemps. Cette décision n’est pas appliquée par toutes les Églises.

### Pessa'h et les «meurtres de sang»

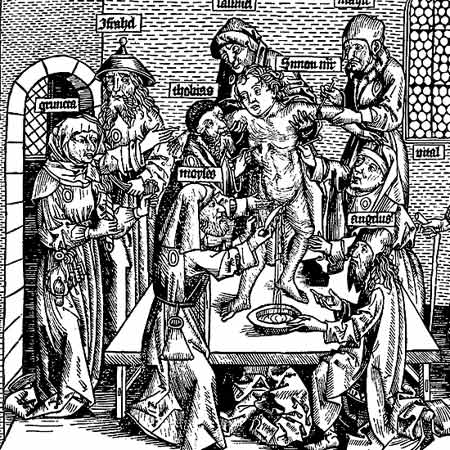
« Crime rituel juif » selon les chrétiens, Schedel Weltchronik, 1493.

Avec le développement de l’antijudaïsme chrétien médiéval, une croyance en un « crime rituel juif » se développe parmi les chrétiens, que les Juifs, « peuple déicide », commémoreraient l’assassinat du « divin enfant » ou auraient besoin d'ingrédients particuliers à Pessa'h et immoleraient à cette période un enfant chrétien afin d'utiliser son sang à la confection des matzot - alors que dans le judaïsme, même la consommation de sang animal est interdite aux Juifs,. Parfois, ces accusations ont même émané de Juifs convertis au christianisme, qui pourtant, savaient pertinemment que tout était infondé.
Ces allégations antisémites étaient généralement suivies d’explosions de violence contre les communautés juives dont les membres étaient à travers les siècles, suspectés, torturés et souvent mis à mort et ce, dans plusieurs pays (Angleterre, Allemagne, Autriche, Pologne, Hongrie, Roumanie, Ukraine, Italie, Espagne, Syrie…). 
À la fin du XXe siècle et au début du XXIe siècle, ces accusations perdurent et proviennent essentiellement d'accusateurs de pays musulmans en s'appuyant encore en 2016 ou en 2019 sur un récent ouvrage diffamatoire, Blood for the Matzos of Zion de Najib Al-Kilani, qui donne du grain à moudre aux fantasmes,.
Pour tenter de couper court à toute suspicion, certains décisionnaires ashkénazes ont recommandé de boire du vin blanc,,. Les décisionnaires séfarades n’autorisent toutefois que le rouge.